# شووا-كو
شووا-كو (باليابانية: 昭和区) هو حي في اليابان، يقع في ناغويا، بلغ عدد سكانه 109,186 نسمة وذلك حسب إحصائيات سنة 2017، تبلغ مساحته 10.94 كيلومتر مربع.

## الموقع
يشترك في الحدود مع:
- أتسوتا-كو.